# 古狐猴科
古狐猴科（学名：Archaeolemuridae）是灵长目下的一个科。

## 下属分类
本科包括以下属：
- 古狐猴属 Archaeolemur Filhol, 1895
- 猴狐猴屬 Hadropithecus Lorenz, 1899